# Primele Națiuni

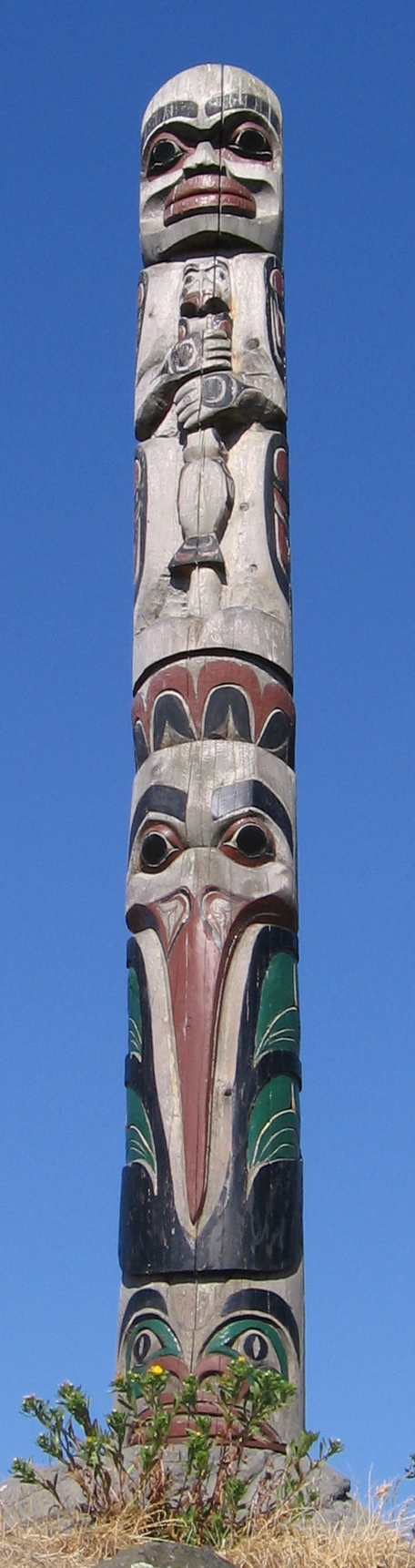
Primele Națiuni

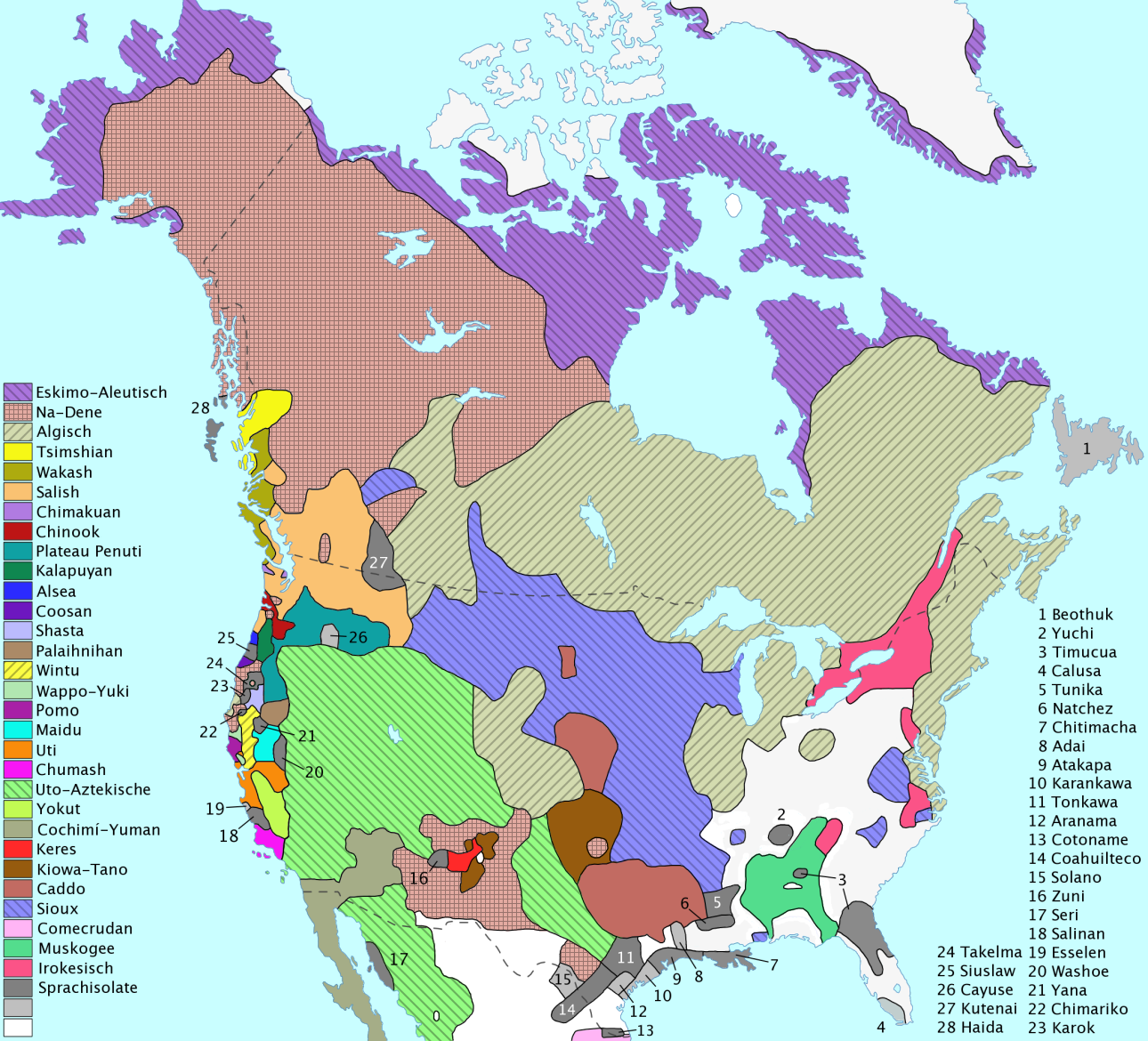
Areal cultural american precolumbian

Primele Națiuni (engleză: First Nations, franceză: Premières nations) este un termen  care se referă la popoarele indigene amerindiene din Canada, excepție făcând metișii și inuiții. Acest termen a apărut în anul 1980 și a devenit obișnuit, fiind folosit în domeniul juridic sau politic. Termenul definește popoarele indigene nord-americane, grupă etnică protejată și recunoscută pe plan internațional. În această categorie sunt încadrați circa 700.000 de amerindieni canadieni, care trăiesc pe un teritoriu fără limite clare.

## Triburi
- Huroni
- Irochezi
- Cree
- Ojibwe
- Athabasca